# 常磐湯本町
常磐湯本町（じょうばん ゆもとまち）は、福島県いわき市にある大字である。郵便番号は972-8321。

## 地理
いわき市中央部の常磐地区に属する。北で内郷白水町、内郷綴町、北東で平上荒川、東で草木台、常磐水野谷町、南で常磐関船町、西で常磐上湯長谷町、常磐松が台とそれぞれ隣接する。概ね町村制施行以前の磐前郡湯本村の流れを汲む地域である。二級水系藤原川水系湯本川中流域と左岸支流の浅貝川流域を主な範囲とする。旧常磐市中心部であり、JR常磐線湯本駅を中心に商店街や商業施設、いわき湯本温泉の各施設が立地し、地域の行政、商業、観光の中心であった。常磐関船町内に所在するいわき中央警察署常磐分庁舎及び常磐消防署がそれぞれ管轄にあたる。

### 主な字
字
複数の字を持つが、地名の表記に「字」の文字は使用されない。
- 高倉
- 山ノ神
- 天神
- 宝海
- 日渡

- 傾城
- 辰ノ口
- 上川
- 三函
- 向田

- 上浅貝
- 下浅貝
- 台山
- 八仙
- 彦惣白坂

- 笠井
- 吹谷
- 天王崎
- 栄田

### 山
- 高倉山

### 河川
- 湯本川（二級水系藤原川水系）
  - 浅貝川

## 歴史
- 1879年1月27日 - 幕府領湯本村が福島県内における郡区町村制の施行により磐前郡の村となる[4]。
- 1889年4月1日 - 町村制の施行により湯本村が単独で村政施行する[4]。
- 1896年4月1日 - 磐前郡と周辺郡との合併により石城郡が発足し、石城郡湯本村となる[4]。
- 1896年9月23日 - 石城郡磐崎村大字関船、水野谷が湯本村に編入され、旧湯本村域が湯本村の大字となる[4]。
- 1922年8月20日 - 湯本村が町制施行し湯本町の大字となる[4]。
- 1954年3月29日 - 小名浜町大字上矢田、松久須根、三沢が湯本町に編入される[4]。
- 1954年3月31日 - 湯本町が磐崎村と合併し、常磐市が成立し、常磐市の大字となる[4]。
- 1966年10月1日 - 常磐市が平市・勿来市・内郷市・磐城市、石城郡小川町・遠野町・四倉町・川前村・田人村・好間村・三和村、双葉郡久之浜町・大久村と合併しいわき市となり、いわき市常磐地区の大字となる[4]。

## 世帯数と人口
2023年10月31日現在の世帯数と人口は以下の通りである。
| 大字       | 世帯数   | 人口   |
| ---------- | -------- | ------ |
| 常磐湯本町 | 2726世帯 | 5822人 |

## 小・中学校の学区
市立小・中学校に通う場合、学区は以下の通りとなる。
| 番地                                                          | 小学校                   | 中学校                   |
| ------------------------------------------------------------- | ------------------------ | ------------------------ |
| 三函、向田、台山の一部、八仙の一部、 笠井、吹谷、天王崎、栄田 | いわき市立湯本第一小学校 | いわき市立湯本第一中学校 |
| 辰ノ口、上川                                                  | いわき市立湯本第一小学校 | いわき市立湯本第二中学校 |
| 上浅貝、下浅貝、彦惣白坂                                      | いわき市立湯本第三小学校 | いわき市立湯本第二中学校 |
| 台山の一部、八仙の一部                                        | いわき市立湯本第二小学校 | いわき市立湯本第二中学校 |
| 高倉、山ノ神、天神、宝海、日渡、傾城                          | いわき市立湯本第二小学校 | いわき市立湯本第三中学校 |

## 交通

### 鉄道
- JR常磐線
  - 湯本駅

### 道路
- 福島県道14号いわき石川線
  - 湯本跨線橋
- 福島県道20号いわき上三坂小野線（旧国道6号
- 福島県道56号常磐勿来線（旧々国道6号）
- 福島県道158号湯本停車場線（ブロンズ通り）

## 施設
- いわき湯本温泉
  - さはこの湯
  - みゆきの湯
- いわき市役所常磐支所
- いわき市立湯本第一中学校
- いわき市立湯本第二中学校
- いわき市立湯本第三中学校
- いわき市立湯本第一小学校
- いわき市立湯本第二小学校
- 常磐郵便局
- 湯本駅前郵便局
- 21世紀の森公園
  - いわきグリーンスタジアム
  - アロハフィールドいわき（多目的運動場）
  - いわきグリーンベース
- いわき市石炭化石館
- いわき湯本病院